# Horace Walpole
Pour les articles homonymes, voir Walpole.
Horace Walpole (né Horatio), 4e comte d'Orford, né le 24 septembre 1717 à Londres et mort le 2 mars 1797 à Londres, plus jeune fils de Robert Walpole (Premier ministre britannique), est un homme politique, écrivain et esthète britannique.
Auteur en 1764 du Château d'Otrante, qui inaugure le genre du roman gothique (gothic tale en anglais), on lui doit également le concept de serendipity, ou fortuité en français.

## Biographie
Il a étudié au collège d'Eton, puis à King's College de Cambridge.

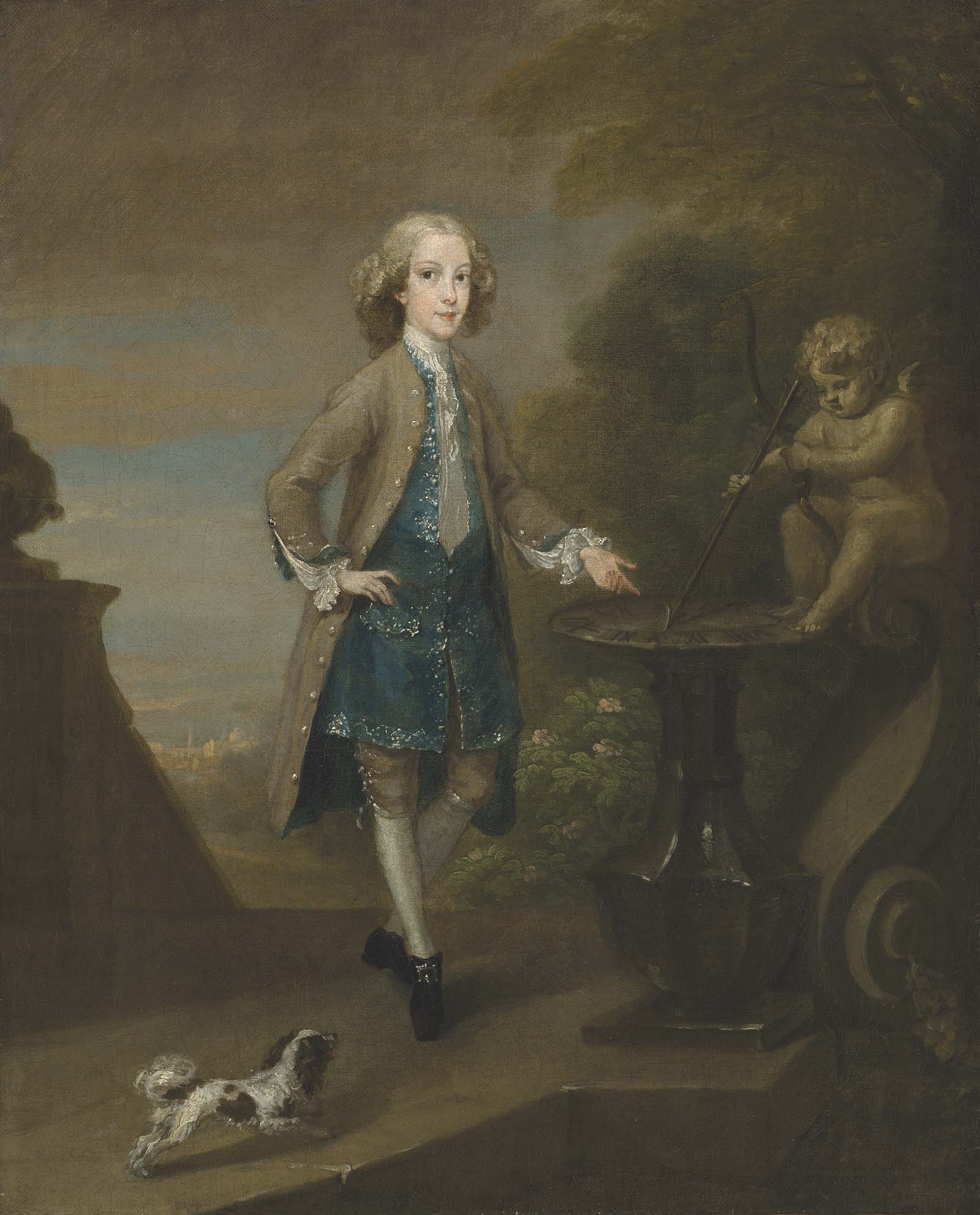
William Hogarth, Portrait d’Horace Walpole, 4e comte d’Orford, âgé de 10 ans, 1727-1728.

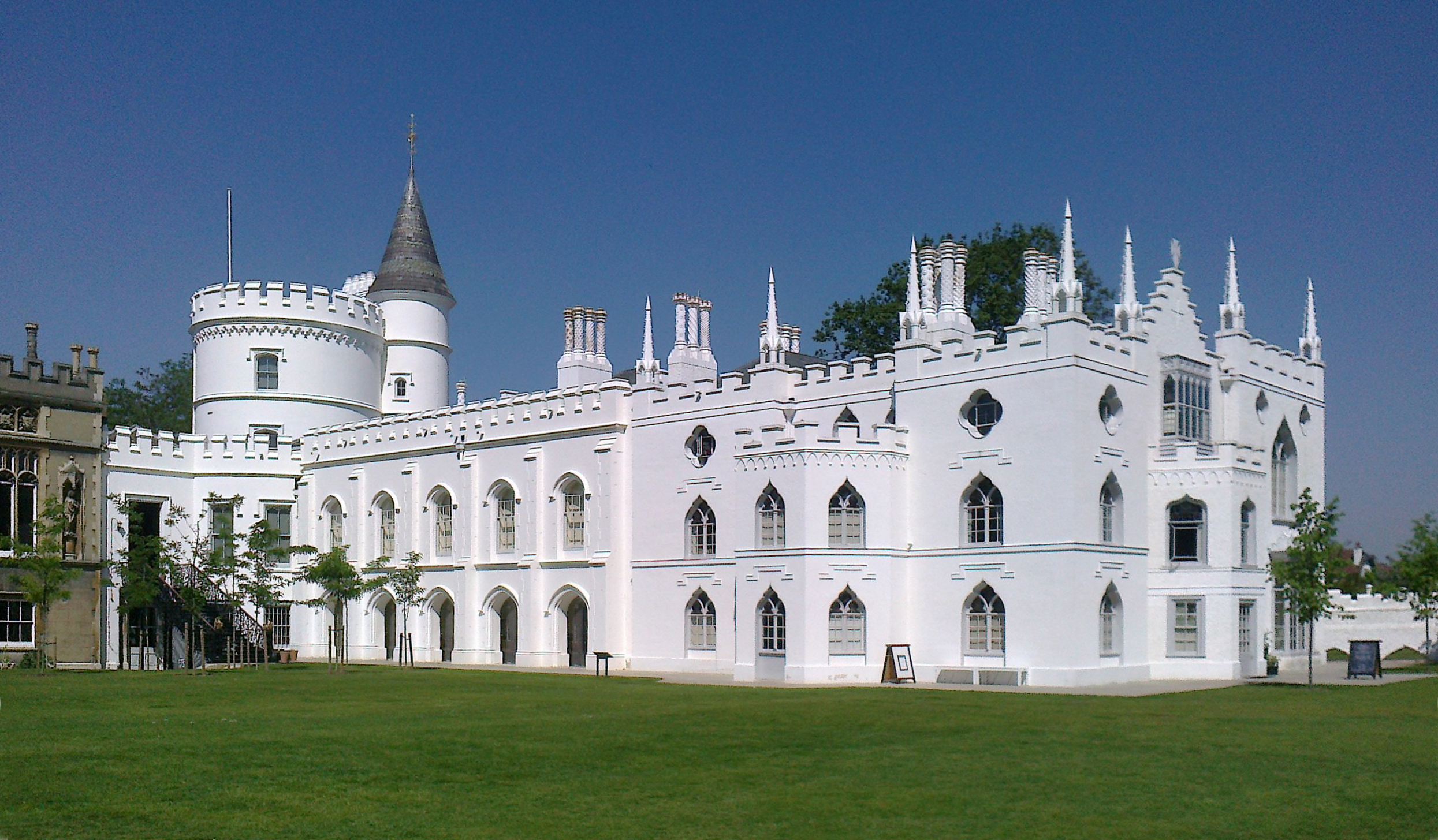
Strawberry Hill House en 2012, après sa restauration.

Ayant pris assez tôt conscience de son homosexualité, il aurait eu une liaison avec le poète Thomas Gray et Henry Fiennes Clinton, 9e comte de Lincoln (futur second duc de Newcastle). Gray l'accompagna lors de son Grand Tour, mais ils se querellèrent et Walpole retourna en 1741 en Angleterre, où il entra au Parlement. Il connut ensuite John Graufurd et surtout le politicien Seymour Conway à qui il écrivit des lettres passionnées. Sans aucune ambition politique, il resta cependant député whig après la mort de son père en 1745.
Grand défenseur du style gothique à l'époque pré-romantique, Horace Walpole loua en 1747 puis acquit en 1749 à une dame Chenevix, qui tenait à Londres un célèbre magasin de jouets, ce qu'il appela « la petite maison-joujou. » Il en redécora l'intérieur, l'embellit et agrandit le parc, puis, à partir de 1753, entreprit d'y matérialiser ses visions esthétiques sur des plans et dessins dressés par un « comité du goût » composé de lui-même et de ses amis Richard Bentley, Thomas Pitt et John Chute, puis, de 1759 à 1763 en fit doubler les dimensions en faisant élever la Holbein chamber, la grande galerie, la « tribune » et une tour ronde abritant au premier étage un salon dont la décoration ne fut achevée que plusieurs années plus tard.
À partir de 1762, Walpole fit paraître ses Anecdotes de peintures en Angleterre, fondé sur le manuscrit des notes de George Vertue. Ses mémoires de la scène sociale et politique géorgienne, bien que partisans, sont une source de première main pour les historiens. Il est l'auteur de l'épigramme souvent citée : « La vie est une comédie pour ceux qui pensent et une tragédie pour ceux qui ressentent. ». Il a dit aussi : « J'estime qu'il est préférable d'être mort plutôt que d'être amoureux de qui que ce soit. »
En 1764, il publie son roman gothique Le Château d'Otrante (The Castle of Otranto), créant un style littéraire allant de pair avec l'architecture.
Lors d'un voyage à Paris en 1765, il rencontra la marquise du Deffand — aveugle et âgée de 68 ans — avec laquelle il se lia et entretint une correspondance soutenue jusqu'à sa mort en 1780. Le 10 juin 1765, recevant à dîner toute la France, soit 24 personnes dont le duc et la duchesse du Châtelet, ainsi que le duc de Liancourt, il s'amusa à étonner les domestiques de ses hôtes en portant une extraordinaire cravate en bois sculptée par Grinling Gibbons (Victoria et Albert Museum).

« Ce ne sont que des babioles qu'il tentait de faire passer pour des curiosités par  ses ridicules prétentions ou encore parce qu'elles étaient associées dans l'histoire à quelque célébrité. »

— (Macaulay, Edinburgh review, octobre 1833 - cité par Frégnac).
En 1791, Walpole devient le quatrième et dernier comte d'Orford, en même temps qu'il hérite de Hougton Hall en mauvais état et hypothéqué, mais où il ne vivra pas. Son père, fait comte d'Orford en 1742, amateur d'art éclairé, avait fait édifier ce château de Hougthon Hall où il avait assemblé une des plus belles collections de tableaux de son époque à laquelle Horace avait consacré, à 26 ans, ses Aedes walpolaniae. Son frère aîné Robert (vers 1701-1751) avait transmis le titre et le patrimoine familial à son fils George (1730-1791), 3e comte d'Orford, qui en 1779 vendit la collection à Catherine II de Russie (la collection se trouve aujourd'hui en majeure partie au musée de l'Ermitage). C'est de ce neveu célibataire et malade mental qu' Horace  hérita en 1791.
Sans lien avec la politique de son père, il fut très dévoué envers le roi George II et la reine Caroline. Il prit leur parti contre leur fils, Frederick, prince de Galles, qu'il évoqua plus tard avec rancune dans ses mémoires.

### Strawberry Hill House
La demeure de Horace Walpole, Strawberry Hill House, près de Twickenham, est un ensemble fantaisiste de style néogothique qui crée une nouvelle tendance architecturale.
Passionné par les souvenirs historiques, Horace Walpole constitua une très importante collection de tableaux, dont des primitifs (fort peu prisés à cette époque), des portraits de famille par Reynolds, des médailles, miniatures, émaux et quantité d'objets d'art, dont des bronzes de la Renaissance, des porcelaines de Sèvres, des sculptures antiques… où se glissèrent de nombreux faux ; il en assura la renommée par une description qui fut publiée et l'ouvrit au public (quatre visiteurs par jour). Certaines de ces pièces de valeur appartiennent aux collections royales anglaises (The Lennox and Darnley Jewel, précieux bijou de la Renaissance), au Victoria and Albert Museum (série de huit fauteuils vénitiens attribués à Brustolon), au British Museum (rare pendentif allemand de l'Annonciation, XVIe siècle), au Metropolitan Museum of Art (armure ancienne acquise en 1771 par Walpole de la collection Crozat et ayant transité au XIXe siècle par les collections Demidoff et Wallace, et alors restaurée) — selon Frégnac (1969).
L'architecture du château, à l'origine du style néogothique, fut abondamment copiée, comme à Arbury Hall (par Roger Newdigate et Henry Keene en 1762) et l'extravagante abbaye de Fonthill, élevée par James Wyatt pour William Thomas Beckford entre 1796 et 1813 (mais détruite depuis).
En 1757, il y établit une petite imprimerie et maison d'édition, la première véritable private press : la Strawberry Hill Press, qu'il appelle parfois Officina Arbuteana, ou Elzevirium.
Il avait légué l'usufruit du domaine à Mrs Damer, la fille de son cousin Henry Conway, sculptrice qui, trouvant la charge trop lourde, le transmit à son petit-neveu et héritier légal, lord Waldegrave. En 1842, les collections mises en vente aux enchères (par George Waldegrave pour payer ses dettes) avec un énorme retentissement — on publia des parodies du catalogue — atteignirent la somme « jugée absurdement élevée » (Frégnac) de 32 000 livres.
En 1983 le domaine a été vendu par son dernier propriétaire, Herbert Stern, à la Congrégation de la Mission qui édifia dans les années 1920 les bâtiments de St Mary's University College dans le parc, tandis que le château servit de résidence aux lazaristes jusqu'au début des années 1990.
La restauration de Strawberry Hill House a été décidée en 2002 et achevée en 2010. Il est ouvert au public depuis le 2 octobre 2010.

## Œuvre et idées remarquables

### Le Château d'Otranteet le roman gothique
Le Château d'Otrante lance la vague du roman gothique (gothic tale en anglais).

### L'inventeur de la fortuité
Le fait de découvrir quelque chose par accident et sagacité alors que l'on est à la recherche de quelque chose d'autre (« accident and sagacity while in pursuit of something else ») est appelé par Walpole serendipity, que l'on peut traduire par deux périphrases : découverte heureuse ou inattendue ou don de faire des trouvailles. La francisation sérendipité a longtemps eu cours. Elle est aujourd'hui supplantée par le terme de fortuité, plus explicite.

Le mot apparaît pour la première fois dans une lettre que Walpole adresse à son ami Horace Mann (envoyé du roi George II à Florence) le 28 janvier 1754, dans laquelle il dit qu'il vient de faire une découverte fortuite à propos d'un tableau que lui avait envoyé son ami et qui représentait  Bianca Cappello : ayant consulté un livre d’armoiries italiennes, il a vu que les armoiries de la famille vénitienne des Cappello comprenaient une fleur de lys et il en a conclu que c’était à cause du mariage de Bianca avec François Ier de Médicis. Il explique à son ami que cette découverte correspond presque à ce qu'il appelle serendipity, mot qu'il explique par référence au conte persan Voyages et aventures des trois princes de Serendip, qu'il a lu un jour et dans lequel les héros, tels des chasseurs, utilisaient des indices laissés par un animal qu'ils n'avaient pas vu pour deviner de quel animal il s'agissait. Voici le passage de douze lignes de la lettre :

« […] cette découverte est presque de l’espèce que j’appelle serendipity, un mot très expressif que je vais m’efforcer, faute d’avoir mieux à vous narrer, de vous expliquer : vous le comprendrez mieux par l’origine que par la définition. J’ai lu autrefois un conte de fées saugrenu, intitulé Les Trois Princes de Serendip : tandis que leurs altesses voyageaient, elles faisaient toutes sortes de découvertes, par accident et sagacité, de choses qu’elles ne cherchaient pas du tout : par exemple, l’un des princes découvre qu’une mule borgne de l’œil droit vient de parcourir cette route, parce que l’herbe n’a été broutée que sur le côté gauche, où elle est moins belle qu’à droite – maintenant saisissez-vous le sens de serendipity ? L’un des exemples les plus remarquables de cette sagacité accidentelle […]. »

## Famille

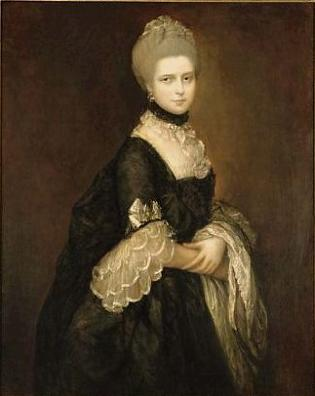
The Right Honorable Maria Walpole, comtesse Waldegrave, en deuil, en 1763, par Gainsborough.

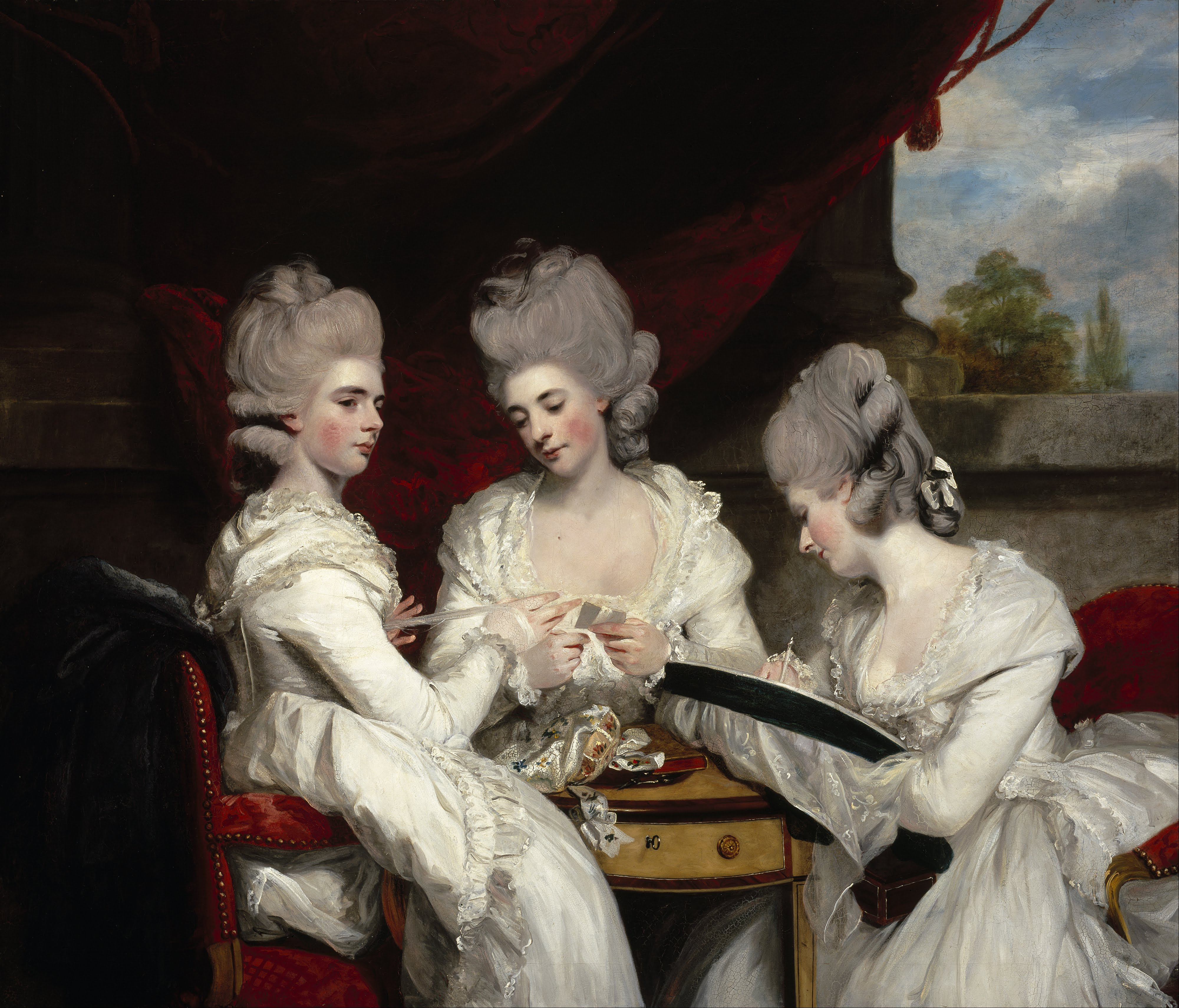
Les demoiselles Waldegrave en 1780, par Reynolds (Elizabeth est à gauche).

Sa nièce Maria Walpole (1739-1809), duchesse de Gloucester et d'Édimbourg, seconde fille de son jeune frère Edward Walpole (1706-1784) et de sa maitresse Dorothy Clement (en) (vers 1715-vers 1739), épousa en premières noces le 2e comte Waldegrave, James Waldegrave (1715-1763) dont elle eut trois filles. L'aînée, Elizabeth-Laura (1760-1816), qui épousa en 1782 son cousin germain, George Waldegrave, 4e comte Waldegrave (1751-1789).
Leur petit-fils George Edward, 7e comte Waldegrave, épousa en 1840 Frances Braham (en) (1821-1879), fille du chanteur d'opéra John Braham et veuve de son frère (illégitime) John. Héritière à son décès en 1846 des propriétés des Waldegrave, dont Strawberry Hill, elle épousa l'année suivante George Harcourt (veuf et de 36 ans son aîné) et devint une des grandes hôtesses de l'époque victorienne. Elle entreprit en 1856 la restauration de Strawberry Hill que George Edward Waldegrave avait vidé de tous ses trésors et volontairement laissé à l'abandon en 1842, pour « punir » Twickenham dont les magistrats l'avaient envoyé en prison. Elle fit transformer l'aile des écuries en chambres d'hôtes reliées au château par une salle à manger, une salle de bal et un billard. À la mort de George Harcourt en 1861, elle fit de Strawberry Hill sa résidence principale. Ayant épousé en 1863 Chichester Parkinson-Fortescue, membre du parti libéral, elle soutint la carrière politique de son mari, recevant à Strawberry Hill les personnalités politiques et diplomatiques d'Angleterre et d'Europe.
Voisine et amie intime d'Henri d'Orléans, duc d'Aumale, exilé en Angleterre de 1848 à 1870, elle lui légua le double portrait de Maria et sa fille Elizabeth-Laura, appelé Les Deux Waldegrave, commandé par Horace Walpole au peintre Joshua Reynolds, qui le peignit en 1761.
Une photographie de Philip Henry Delamotte (1820-1889) montre ce tableau en 1863 dans une pièce de Strawberry Hill House.
Cette famille n'est pas liée à Hugh Walpole (1884-1941), romancier populaire du XXe siècle.

## Œuvres en français
- Le Château d’Otrante, histoire gothique, traduit par Dominique Corticchiato, préface de Paul Éluard, Paris, José Corti, « Collection Romantique », 1943 ; rééd. 1995.
- Contes hiéroglyphiques, traduit par P.A. Gendre, Paris, José Corti, coll. « Collection Romantique », 1985.
- La Mère mystérieuse et autres textes, traduit et préfacé par René de Ceccatty, Paris, José Corti, « Collection Romantique », 1991.
- Lettres de Horace Walpole, écrites à ses amis pendant ses voyages en France (1739-1775) / traduites et précédées d'une introduction par le comte de Baillon[10].

La riche correspondance de Walpole était en cours de publication par l'université Yale en 1969.